# Pseudophryne coriacea
Pseudophryne coriacea es una especie de anfibio anuro de la familia Myobatrachidae.

## Distribución geográfica
Esta especie es endémica del este de Australia. Habita entre los 20 y 1000 m sobre el nivel del mar en el sureste de Queensland y el noreste de Nueva Gales del Sur.

## Descripción
Pseudophryne coriacea mide hasta 35 mm. Su parte posterior varía de rojo-naranja o marrón-rojo, pero algunos tienen un color gris rojizo. Su vientre es blanco. Una banda oscura separa la espalda del vientre. Las axilas tienen una mancha blanca.

## Publicación original
- Keferstein, 1868 : Über die Batrachier Australiens. Archiv für Naturgeschichte, vol. 34, n.º 1, p. 253-290[6]